# Svetovracene, Sofia-capitala
Svetovracene (în bulgară Световрачене) este un sat în comuna Stolicina, regiunea Sofia-capitala,  Bulgaria. 

## Demografie
Componența etnică a satului Svetovracene
     Turci (2,49%)
     Bulgari (87,6%)
     Romi (1,13%)
     Nicio identificare (8,62%)
     Altele (0,13%)
La recensământul din 2011, populația satului Svetovracene era de 2.203 locuitori. Din punct de vedere etnic, majoritatea locuitorilor (87,6%) erau bulgari, existând și minorități de turci (2,49%) și romi (1,13%). Pentru 8,62% din locuitori nu este cunoscută apartenența etnică.